# Татјана Бошњак
Татјана Бошњак (Шабац, 3. мај 1960 — Београд, 28. јули 2011) била је историчар уметности, музејски саветник, кустос Народног музеја у Београду.

## Биографија
Рођена је 3. маја 1960. године у Шапцу, где је завршила основну школу и гимназију. Дипломирала је 1984. године на Филозофском факултету у Београду – група за историју уметности, на предмету Историја модерне уметности. Прве стручне кораке направила је 1988. године као волонтер у Народном музеју за који трајно везује свој рад од 1990. године, најпре као кустос на пословима документације, а потом у Збирци медаља Кабинета нумизматике и епиграфике.
Године 1996. постала је кустос Збирке стране уметности. Бавила се изучавањем европских сликарских школа, и појава и феномена који су обележили рецепцију европске уметности код нас, а посебно развој колекционарства у Србији крајем 19. и у првој половини 20. века. Професионални развој потврдило је и звање музејског саветника које је стекла 2007. године.
Радила је на великим пројектима као што су Реноар – дела из Народног музеја реализован 1996–1997. године (са Д. Ковачић и С. Николићем), Јачање и модернизација лабораторије за рестаурацију Народног музеја у Београду, реализован на основу споразума Министарства културе Републике Србије и Министарства спољних послова Републике Италије и Амбасаде Италије у Београду у току 2005–2006. године, чији је координатор била; Ризнице италијанске уметности из Народног музеја у Београду реализован 1999–2004. у сарадњи Народног музеја у Београду и Националне пинакотеке из Болоње, а носиоци су били Роза Д'амико и Татјана Бошњак. Његови резултат били су публиковање првог систематског каталога збирке стране уметности (2004), те изложбе Da Carpaccio a Canaletto, Tesori d'arte italiana dal Museo Nazionale di Belgrado, организоване у Националној  пинакотеци у Болоњи (2004–2005), у Кастелу Звево у Барију (2005), Уметничком музеју у Тампереу (2005) и Народном музеју у Београду (Класици италијанске уметности. Од Паола Венецијана до Франческа Гвардија, 2005–2006).
Изложбеној делатности Народног музеја допринела је значајним изложбама: Пол Гоген, дела из Народног музеја Београд (1998) и Белгијска уметност  XIX и XX века из збирке Народног музеја у Београду (2000) са Д. Ковачић; Diе Geburt der Moderne. Von der Schule von Barbizon bis zum Konstruktivismus (Музеј града Беча 2002, Градска галерија у Клагенфурту 2004–2005), У истоков савременного искусства от барбизонской школы до классического авангарда (Уметнички музеј А. С. Пушкина, Москва 2002); Unknown Story of Modern Art (Хирошима, Кјото, Кочи, Мијазаки, Токијо, Нигата, Каназава 2005–2006); Gli Impressionisti i Simbolisti e le Avangardie. 120 capolavori dal Museo Nazionale di Belgrado (Комо 2007); Belgrado-Parijs, Meesterwerken uit het National Museum van Belgrado (Градски музеј у Хагу 2004) са Д. Ковачић, Љ. Миљковић, Г. Станишић и В. Грујић.
Поред изложбених пројеката који су допринели међународној репутацији Народног музеја, била је аутор изложби које су означиле прекретницу у деловању музеја и повратак публике у Народни музеј, попут Импресивно! (Народни музеј, 2004).
Сарадња је обележила и последњи њен велики пројекат, студију о Иберу Роберу, написану заједно са Сашом Брајевић – Имагинарни вртови Ибера Робера.
Била је активан члан професионалних удружења: Музејског друштва Србије и НК ICOM Србије и CODART (International council for curators of Dutch and Flemish art), на чијим је конгресима редовно учествовала (2003–2008). Стручно се усавршавала у Пољској (1998), Шведској (2004), Француској (2003, 2007), САД (2004) и Турској (2009).
Уз послове кустоса од 2002. године била је и шеф Одељења новије уметности, а од 2005. године и заменик директора Народног музеја, члан Управног одбора од 2003. до 2009. године, члан Високог одбора за реконструкцију Народног музеја у Београду (2003–2008).
Била је активна и у оквиру музејске мреже Србије као члан Комисије Министарства културе Републике Србије за израду нацрта Закона о кутурним добрима (2001–2002), Комисије Министарства културе за културна добра Дворског комплекса на Дедињу (2005–2009), Уметничког савета Фонда краљевски двор (од 2005), Комисије Министарства културе за процену стања, предлагање мера за унапређење рада и оцену програма и области музејске делатности (председник од 2006. до 2009).

## Награде
- 1997. Награда Златни беочуг Културно-просветне заједнице Београда као ко-аутор пројекта Реноар – дела из Народног музеја, Београд.
- 2004. Награда НК ИКОМ Србије и Црне Горе за пројекат– каталог збирке Ризнице италијанске уметности из Народног музеја у Београду као ко-аутор.
- 2004. Награда Михајло Валтровић Музејског друштва Србије као ко-руководилац пројекта Ризнице италијанске уметности из Народног музеја у Београду.

## Уређивачки рад
- 2005. The Benefаctors of Belgrade University / [editors Marica Šuput, Tatjana Bošnjak]. – Belgrade : University : Serbian Academy of Sciences and Arts : National Museum.
- 2005. Добротвори Београдском универзитету / [уредници Марица Шупут, Татјана Бошњак]. – Београд : Универзитет : Галерија Српске академије наука и уметности : Народни музеј.
- 2007. Gli Impressionisti i Simbolisti e le Avangardie : 120 capolavori dal Museo Nazionale di Belgrado / a cura di Tatjana Bošnjak, Sergio Gaddi, Giovanni Gentili, Dragana Kovačić. – Milano : Silvana.
- 2011. Поклон збирка Драгослава Дамјановића / [уредник Татјана Бошњак]. – Београд : Народни музеј, (Историја уметности 4).